# Michal Bílek
Michal Bílek (Praga, 13 aprile 1965) è un allenatore di calcio ed ex calciatore ceco, cecoslovacco fino al 1992.
Vanta 10 titoli da giocatore (tra cui 5 campionati cecoslovacchi e 2 cechi) e 3 da manager, tutti con lo Sparta Praga eccetto l'edizione 1993-1994 della Coppa della Repubblica Ceca, prima edizione del torneo vinta con la maglia del Viktoria Zizkov.
Dal 2009 al 2013 è stato ct della Rep. Ceca.

## Carriera

### Giocatore

#### Club
Dopo aver trascorso le giovanili nello Sparta ČKD Praga arriva a giocare in prima squadra nella seconda parte della stagione 1982-83. Bílek passa in prestito al RH Cheb l'anno dopo, quindi torna a Praga. Perde una coppa di Cecoslovacchia nel 1986 (1-1, 4-3 ai rigori contro lo Spartak Trnava), quindi ottiene due double consecutivi nelle stagioni 1987-1988 e 1988-1989. Si trasferisce agli spagnoli del Real Betis (in prima divisione), ma a fine stagione la seconda squadra di Siviglia retrocede in Segunda División.
Al termine del suo secondo anno in Spagna, torna in patria dove fa la spola tra Sparta ČKD Praga e Viktoria Zizkov, prima di passare al Teplice, dove termina la sua carriera nel 2000.

#### Nazionale
Tra il 1987 e il 1992 è stato chiamato molte volte in Nazionale maggiore segnando 11 reti in 32 partite, ma dal 1993 è stato chiamato più raramente nella Nazionale ceca.

### Allenatore
Inizia la carriera di allenatore dal Teplice nel 2001. Accetta l'offerta del Cartaginés (Costa Rica), quindi nel 2002 guida l'U-19 ceca. Negli anni seguenti si siede sulla panchina di Chmel Blšany, Viktoria Pilsen e Sparta Praga, vincendo il titolo ceco del 2007 e anche la coppa nazionale nello stesso anno, centrando il suo primo double da tecnico. Vince nuovamente la Coppa della Repubblica Ceca 2008, quindi a fine stagione è esonerato e sostituito dal connazionale Vítězslav Lavička.
In seguito guida gli slovacchi del Ružomberok e dal 20 ottobre 2009 all'11 settembre 2013 è il CT della Rep. Ceca. Nonostante il rinnovo del contratto arrivato il 26 maggio del 2012, l'11 settembre 2013 si dimette da CT dopo aver perso 2-1 contro l'Italia nella sfida di qualificazione al campionato mondiale di calcio 2014.
Nella stagione 2018-2019 è l'allenatore del Trinity Zlín.
Il 21 gennaio 2019 è nominato CT del Kazakistan.
Nel 2021 viene nominato nuovo tecnico del Viktoria Plzen e vince il campionato ceco 2021-22. Il 23 agosto 2022 grazie a una vittoria 2-1 contro il Qarabag centra la qualificazione alla fase a gironi della Champions League 2022-23

## Palmarès

### Giocatore

#### Club
- Campionato cecoslovacco: 5

Sparta ČKD Praga: 1986-1987, 1987-1988, 1988-1989, 1989-1990, 1992-1993
- Coppa di Cecoslovacchia: 2

Sparta ČKD Praga: 1987-1988, 1988-1989
- Coppa della Repubblica Ceca: 1

Viktoria Žižkov: 1993-1994
- Campionato ceco: 2

Sparta Praga: 1996-1997, 1997-1998

#### Individuale
- Calciatore cecoslovacco dell'anno: 1

1989

### Allenatore
- Campionato ceco: 2

Sparta Praga: 2006-2007
Viktoria Plzen: 2021-2022
- Coppa della Repubblica Ceca: 2

Sparta Praga: 2006-2007, 2007-2008
- Supercoppa del Kazakistan: 1

Astana: 2020